# 13678 Shimada
13678 Shimada è un asteroide della fascia principale. Scoperto nel 1997, presenta un'orbita caratterizzata da un semiasse maggiore pari a 2,8096982 UA e da un'eccentricità di 0,1789038, inclinata di 13,92308° rispetto all'eclittica.